# Українсько-польські війни
В сучасній історіографії під українсько-польською (або польсько-українською) війною найчастіше розуміють війну між Другою Річчю Посполитою та Західноукраїнською Народною Республікою у 1918-1919 роках. 
Історично була низка інших збройних конфліктів між державними утвореннями українського та польського народів або між Польською державою та українськими народними формуваннями під керівництвом своїх провідників.

## Доба Русі
- 1015—1019:  Усобиця Володимировичів
  - 1018—1019:  Київський похід польського короля Болеслава І Хороброго.
    - Битва над Бугом (1018).

## Доба Галицько-Волинської держави
- 1205 — Битва під Завихостом.
- 1245 — Битва під Ярославом.

## Литовсько-Руська доба
- Війна за галицько-волинську спадщину
- Громадянська війна у Великому князівстві Литовському (1389—1392)
- Громадянська війна у Великому князівстві Литовському (1432—1438).

## Козаччина
- Хмельниччина
- Польсько-українська війна 1666-1671
- Коліївщина

## ХІХ — ХХ століття
- Революція в Галичині (1848)
- Польсько-українська війна (1918—1919)
- Польсько-українська війна (1939-1947)
  - Повстання ОУН 1939 року
  - Волинська трагедія